# Nangavalli
Nangavalli (o Nangavelli) è una suddivisione dell'India, classificata come town panchayat, di 9.610 abitanti, situata nel distretto di Salem, nello stato federato del Tamil Nadu. In base al numero di abitanti la città rientra nella classe V (da 5.000 a 9.999 persone).

## Geografia fisica
La città è situata a 11° 45' 0 N e 77° 52' 60 E e ha un'altitudine di 384 m s.l.m..

## Società

### Evoluzione demografica
Al censimento del 2001 la popolazione di Nangavalli assommava a 9.610 persone, delle quali 5.032 maschi e 4.578 femmine. I bambini di età inferiore o uguale ai sei anni assommavano a 1.197, dei quali 637 maschi e 560 femmine. Infine, coloro che erano in grado di saper almeno leggere e scrivere erano 5.650, dei quali 3.395 maschi e 2.255 femmine.